# Gewässerkennzahl (Tschechien)
Čislo hydrologického pořadí, kurz ČHP, übersetzt etwa „Hydrologische Ordnungsnummer“, ist die tschechische Bezeichnung für die Identifikationsnummern von Wasserläufen und deren Abschnitten bei der hydrografischen Erfassung des Gewässernetzes.

## Definition
Das System wurde 2002 mit dem Gesetzblatt 292 vom Landwirtschaftsministerium veröffentlicht.

### Aufbau der Gewässerkennzahl
Die hydrologische Nummer ČHP in Tschechien besitzt einen einheitlichen Aufbau der Form A-BB-CC-DDD. Wie die Gewässerkennzahl in Deutschland gliedert sie sich hierarchisch, wodurch man aus den Gewässerkennzahlen mit Einschränkungen das Gewässernetz rekonstruieren kann. Sie ist aus Teilkennzahlen für die (Teil-)Einzugsbereiche (Oblasti) zusammengebaut, wodurch die eindeutige Korrespondenz zu einem Flusssystem erreicht wird. Im Unterschied zum deutschen System sind auf jeder außer der obersten Stufe mehr als zehn Gewässer möglich. Das erfordert gegebenenfalls zwei- und mehrstellige Ziffernblöcke, die durch Bindestriche voneinander getrennt werden.
- A: Die erste Stelle der Kennzahl bezeichnet das Stromgebiet. Auf dem Gebiet Tschechiens kommen nur infrage
  - 1: Elbe (Labe)
  - 2: Oder (Odra)
  - 4: Donau (Dunaj)
- BB: Die folgenden zwei Stellen geben die Teileinzugsgebiete des Stroms bzw. Flüsse der II. Ordnung wieder.
- CC: Die nächsten zwei Stellen geben die wichtigsten Einzugsgebiete bzw. Flüsse der III. Ordnung wieder.
- DDD: Die letzten drei Stellen bezeichnen die Einzugsgebiete der IV. Ordnung.

Der hierarchische Aufbau wurde bereits in der Tschechoslowakei entworfen. Den gleichen Aufbau haben deshalb auch die Gewässerkennzahlen der Slowakei, in denen als erste Ziffern die 3 (Weichsel) und die 4 (Donau) auftreten.

### Beispiel
Die Flöha entspringt als Flájsky potok im böhmischen Teil des Erzgebirges, fließt nach Norden in die Freiberger Mulde, die sich ihrerseits mit der Zwickauer Mulde zur Mulde vereinigt und dann in die Elbe abfließt.
Flájsky potok besitzt die Gewässerkennzahl 1-15-03-023, die sich wie folgt zusammensetzt:
- 1 – Die erste Ziffer steht für den Hauptstrom, die Elbe.
- 1-15 – Mit dem zweiten Ziffernblock zusammen werden alle Fließgewässer nördlich der Kammlinie des Erzgebirges bezeichnet.
- 1-15-03 – Mit auch noch dem dritten umfasst die Auswahl die direkten und indirekten Zuflüsse zur Freiberger Mulde, also alle Nebenflüsse der Freiberger Mulde, der Zschopau und der Flöha selbst.
- Der vierte Ziffernblock 023 bezeichnet unter diesen dann eindeutig die Flöha.